# اچ‌ام‌اس باسیلیسک (۱۸۰۱)
اچ‌ام‌اس باسیلیسک (۱۸۰۱) (به انگلیسی: HMS Basilisk (1801)) یک کشتی است که طول آن ۸۰ فوت ۱ اینچ (۲۴٫۴ متر) می‌باشد. این کشتی در سال ۱۸۰۱ ساخته شد.